# サスカチュワン州首相
サスカチュワン州首相（Premier of Saskatchewan）は、カナダのサスカチュワン州の州首相である。
以下の一覧では、アルバータ州およびサスカチュワン州が分割される1905年以前のノースウエスト準州の首相についても記す。

## ノースウェスト準州首相
| 氏名・政党                                   | 任期                         |
| -------------------------------------------- | ---------------------------- |
| フレデリック・ホールテイン（自由党・保守党） | 1897年10月7日 - 1905年9月1日 |

## サスカチュワン州首相
| 代 | 氏名・政党                                               | 任期                          |
| -- | -------------------------------------------------------- | ----------------------------- |
| 1  | トーマス・ウォルター・スコット（自由党）                 | 1905年9月5日 - 1916年10月20日 |
| 2  | ウィリアム・メルヴィル・マーティン（自由党）             | 1916年10月20日 - 1922年4月5日 |
| 3  | チャールズ・エイヴリー・ダニング（自由党）               | 1922年4月5日 - 1926年2月26日  |
| 4  | ジェームズ・ガーフィールド・ガーディナー（自由党） 1期目 | 1926年2月26日 - 1929年9月9日  |
| 5  | ジェームズ・トーマス・ミルトン・アンダーソン（保守党）   | 1929年9月9日 - 1934年7月19日  |
| -  | ジェームズ・ガーフィールド・ガーディナー（自由党） 2期目 | 1934年7月19日 - 1935年1月11日 |
| 6  | ウィリアム・ジョン・パターソン（自由党）                 | 1935年11月1日 - 1944年7月10日 |
| 7  | トミー・ダグラス（CCF）                                  | 1944年7月10日 - 1961年11月7日 |
| 8  | ウッドロー・ロイド（CCF）                                | 1961年11月7日 - 1964年5月2日  |
| 9  | ロス・サッチャー（自由党）                               | 1964年5月2日 - 1971年6月30日  |
| 10 | アラン・ブレイクニー（新民主党）                         | 1971年6月30日 - 1982年5月8日  |
| 11 | グラント・ディヴァイン（進歩保守党）                     | 1982年5月8日 - 1991年1月11日  |
| 12 | ロイ・ロマノウ（新民主党）                               | 1991年11月1日 - 2001年2月8日  |
| 13 | ローン・カルバート（新民主党）                           | 2001年2月8日 - 2007年11月21日 |
| 14 | ブラッド・ウォール（サスカチュワン党）                   | 2007年11月21日 - 2018年2月2日 |
| 15 | スコット・モー（サスカチュワン党）                       | 2018年2月2日                  |